# Lacinipolia griseata
Lacinipolia griseata là một loài bướm đêm trong họ Noctuidae.